# Oliver Russell (baron)
Oliver Russel, właśc. (Arthur) Oliver Villiers Russell, 2. baron Ampthill (ur. 19 lutego 1869 w Rzymie, zm. 7 lipca 1935) – brytyjski administrator kolonialny i polityk, w 1904 pełnił krótko funkcję tymczasowego wicekróla Indii.
Jako student Uniwersytetu Oksfordzkiego odziedziczył po ojcu tytuł barona, co z chwilą ukończenia 21 lat dało mu prawo zasiadania w Izbie Lordów. W roku 1894 był jednym z członków założycieli Międzynarodowego Komitetu Olimpijskiego, w którym zasiadał do 1898. W latach 1895–1900 był sekretarzem osobistym ministra kolonii. Następnie otrzymał nominację na gubernatora Madrasu. Piastował to stanowisko przez 6 lat. W 1904, pod nieobecność lorda Curzona, był też krótko p.o. wicekróla Indii.
Po powrocie do kraju walczył jeszcze na frontach I wojny światowej, był także jednym z założycieli Partii Narodowej. Zmarł w 1935 w wieku 66 lat.